# Radiogoniometria

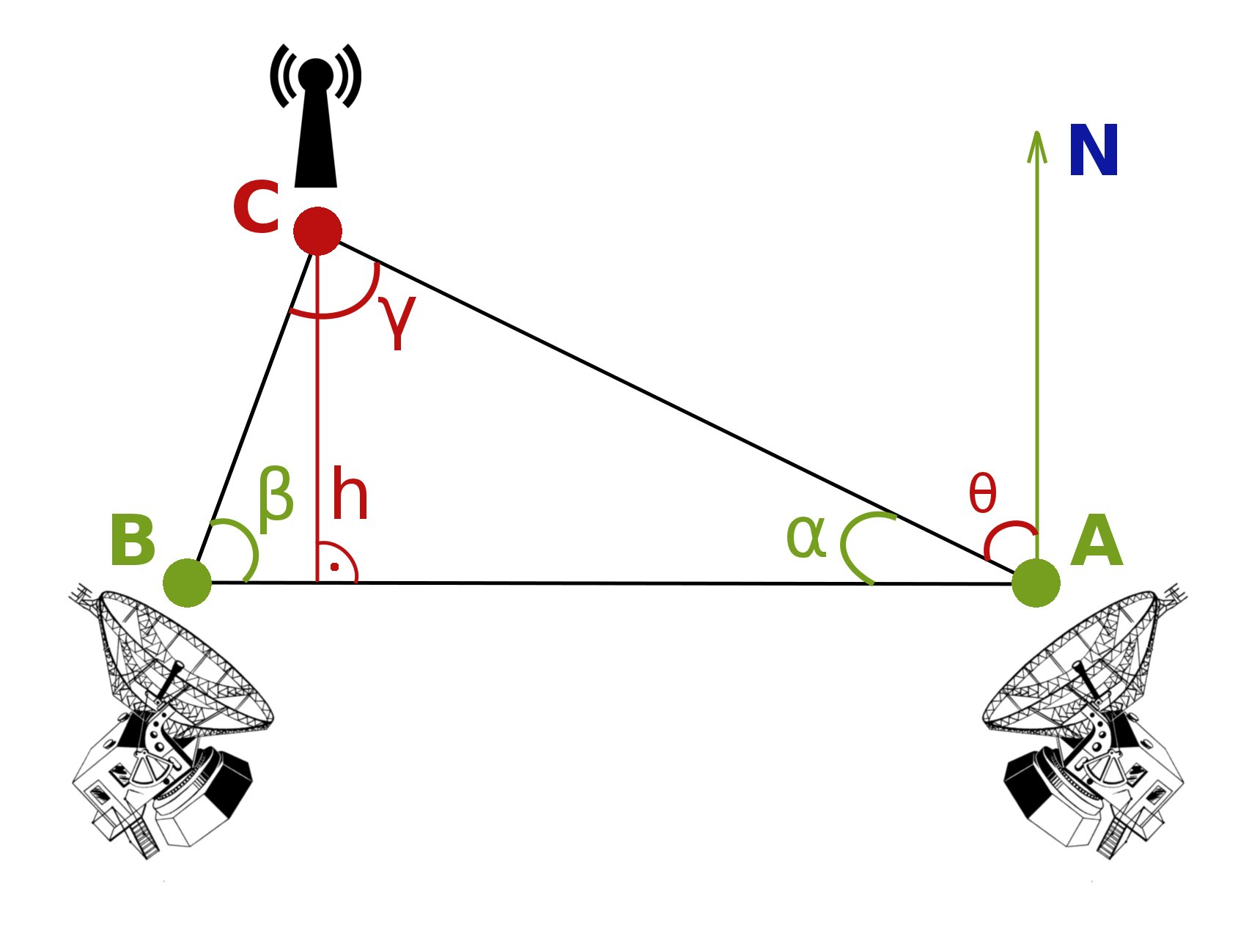
Esquema de radiogoniometria

Radiogoniometria é o método que tem por objetivo determinar, mediante o emprego de sinais radioelétricos, a direção entre duas estações, uma transmissora e uma receptora. O equipamento utilizado a bordo para efetuar essa determinação denomina-se radiogoniômetro.
A origem do método data da primeira década do século XX e seu emprego se mantém até hoje, em que pese o grande desenvolvimento ultimamente alcançado por outros sistemas de Navegação eletrônica.
Os radiogoniômetros instalados a bordo permitem a obtenção de marcações de radiofaróis, outros navios, aviões e, até mesmo, de emissoras de radiodifusão comerciais. As marcações radiogoniométricas adquirem um grande valor em ocasiões de visibilidade restrita, quando não podem ser realizadas observações astronômicas ou visuais.